# Hermann zur Strassen
Hermann zur Strassen (* 14. November 1927 in Frankfurt am Main; † 30. Mai 2019 in Kronberg im Taunus) war ein deutscher Bildhauer.

## Leben
Hermann zur Strassen war der zweite Sohn des Frankfurter Zoolgieprofessors und Direktors des Senckenbergmuseums Otto zur Strassen sowie der Enkel des Bildhauers Melchior zur Strassen. Er nahm am Zweiten Weltkrieg teil und war von 1943 bis 1945 in Kriegsgefangenschaft. Anschließend arbeitete er zunächst als Zimmerer. Von 1949 bis 1951 besuchte er die Abendschule des Städelschen Kunstinstituts, 1951 wurde er in die Bildhauerklasse von Hans Mettel aufgenommen. Von 1951 bis 1954 war zur Strassen bei Verwandten in Lima, wo er verschiedene Berufe ausübte und an der Kunstakademie studierte. Hier lernte er auch seine spätere Ehefrau Carmen kennen. Anschließend besuchte er wieder die Städelschule und wurde 1958 Meisterschüler. 1960 beendete er das Studium und wurde freischaffender Künstler in Frankfurt. Er beteiligte sich an Wettbewerben zur Gestaltung von Gedenk- und Umlaufmünzen. Zur Strassen gehörte der Frankfurter Künstlergesellschaft an, regelmäßig nahm er an deren Ausstellungen teil. Von 1982 bis 2016 wohnte und arbeitete er im ehemaligen Wohnhaus von Fritz Best in Kronberg im Taunus und verwaltete das dortige Fritz-Best-Museum.

## Werke (Auswahl)
- Peruanischer Kopf, 1955

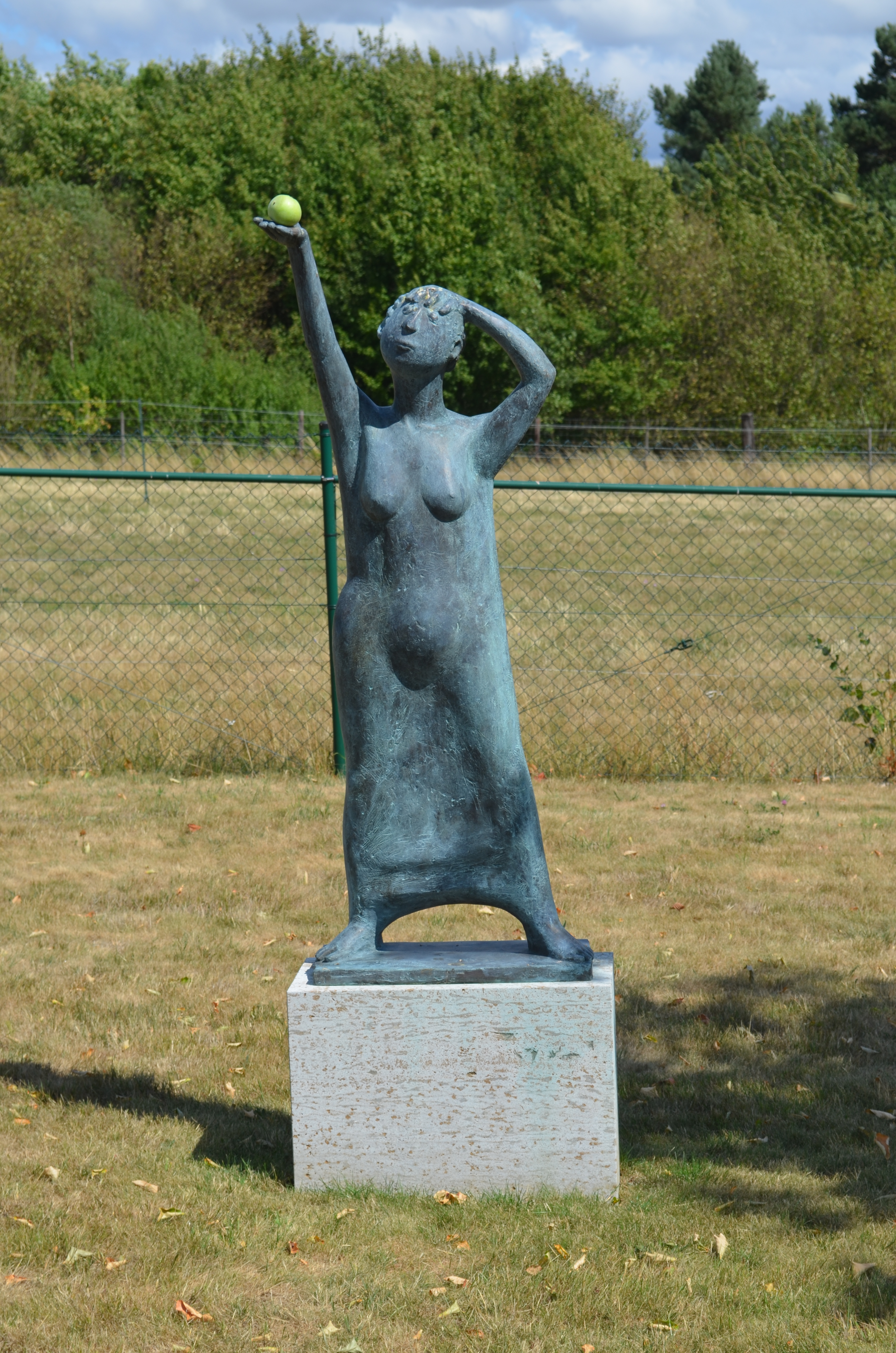
Skulptur „Demonstration“ von Hermann zur Strassen im Park Altkönigstift

- Peruanischer Hirte, 1956 (Frankfurt, Städel)
- Verlorener Sohn, 1958
- Sich Kämmende, 1958 (Frankfurt, Städel)
- Querflötenspieler, 1959 (Frankfurt, Städel)
- 3 Figuren um eine Mittelsäule (Frankfurt am Main, Dach der Alten Oper)
- Demonstration, 1965 (Frankfurt-Höchst, Helene-Lange-Schule)
- 5 DM-Gedenkmünze zum 200. Geburtstag von Wilhelm und Alexander von Humboldt, 1967
- Der blinde Pablo, 1969
- Körpergefäß I-V, 1977
- Linker Fuß auf großem Zeh stehend, 1988
- Johannes der Täufer, 1985 (Kronberg im Taunus, evangelische Kirche)
- Rufer-in, 1989
- Kleiner Wasserbüffel I-II, 1991
- Geh-Steh, 2000